# Hadena dilusceus
Hadena dilusceus är en fjärilsart som beskrevs av Lucas 1895. Hadena dilusceus ingår i släktet Hadena och familjen nattflyn. Inga underarter finns listade i Catalogue of Life.